# Stefan Örnskog
Stefan Örnskog (* 4. April 1969 in Jönköping) ist ein ehemaliger schwedischer Eishockeyspieler, der in seiner aktiven Zeit von 1987 bis 2001 für HV71 in der schwedischen Elitserien und JYP Jyväskylä in der finnischen SM-liiga gespielt hat.

## Karriere
Stefan Örnskog begann seine Karriere als Eishockeyspieler in seiner Heimatstadt beim HV71, für dessen Profimannschaft er in der Saison 1987/88 sein Debüt in der Elitserien gab, wobei er in seinem Rookiejahr in insgesamt 15 Spielen drei Scorerpunkte erzielte. Mit der Mannschaft gewann der Center in der Saison 1994/95 zum ersten und einzigen Mal in seiner Laufbahn die Schwedische Meisterschaft.
Im Sommer 1998 wechselte der Linksschütze zu JYP Jyväskylä aus der finnischen SM-liiga, den er nach eineinhalb Jahren im Laufe der Saison 1999/2000 wieder verließ, um nach Jönköping zurückzukehren. Dort beendete er 2001 im Alter von 32 Jahren seine Karriere. Nach der Spielzeit wurde seine Nummer 15 vom HV71 geehrt und seither nicht mehr vergeben. 

### International
Für Schweden nahm Örnskog an der Junioren-Weltmeisterschaft 1989 sowie den Weltmeisterschaften 1994 und 1995 teil. Des Weiteren stand er im Aufgebot Schwedens bei den Olympischen Winterspielen 1994 in Lillehammer.

## Erfolge und Auszeichnungen
- 1989 Silbermedaille bei der Junioren-Weltmeisterschaft
- 1994 Goldmedaille bei den Olympischen Winterspielen
- 1994 Bronzemedaille bei der Weltmeisterschaft
- 1995 Schwedischer Meister mit dem HV71
- 1995 Silbermedaille bei der Weltmeisterschaft